# دهستان ازنا سکوند
دهستان ازنا سکوند نام دهستانی در بخش مرکزی شهرستان خرم‌آباد، استان لرستان در ایران است.

## مردم
بر اساس سرشماری مرکز آمار ایران در سال ۱۳۸۵، جمعیت آن ۲۰۰۰۰ نفر (۶۳۵۰ خانوار) بوده‌است. ساکنین این بخش از لرهای ایل نشین بوده و مرکز ایلیاتی ایل سکوند عالیخانی است که عمده طوایف آن در منطقه بیشتر شامل؛ عین الوند، پیامنی، ساکی، مختوا، نباتوند، زینل، چکمه سیاه می‌باشد.طی مطالبات مردم، در راستای توسعه منطقه قرار بوده بخش سکوند با سه دهستان سکوند شمالی، سکوند شرقی، سکوند جنوبی به مرکزیت شهر جدید عالیخان با ادغام چهار روستای ایمان آباد، سردار آباد، علی‌آباد و سیف آباد تشکیل شود که تاکنون محقق نشده‌است. شایان ذکر است که نام شهر عالیخان بسبب این است که مردم سکوند ساکن در استان لرستان از شاخه عالیخانی بوده و حاج عالیخان (حاجی وزیر) از بنام‌ترین خانین لر بوده‌است.مردم این منطقه به زبان لری سخن می گویند.